# MDNA World Tour
MDNA World Tour es el cuarto álbum en vivo de la cantante estadounidense Madonna, publicado por primera vez el 6 de septiembre de 2013 por Interscope Records y distribuido por Live Nation; el lanzamiento estuvo disponible en los formatos de DVD, Blu-ray, descarga digital y doble CD. Madonna se embarcó en el MDNA Tour para promocionar su duodécimo álbum de estudio, MDNA. La gira obtuvo un éxito crítico y comercial aunque fue objeto de varias controversias. Las dos presentaciones en el American Airlines Arena de la ciudad de Miami, realizadas el 19 y 20 de noviembre de 2012, se filmaron y documentaron para su posterior publicación. La dirección del vídeo quedó a cargo de Danny B. Tull y Stephane Sennour, quienes incluyeron imágenes de otros espectáculos de la gira.
La cantante pasó seis meses editando las imágenes del concierto y, junto con Tull y Sennour, desarrolló cada una de las presentaciones de las canciones como una mini película. Rodado como un documental, MDNA World Tour incluyó las mejores tomas desde diferentes lugares de la gira, a la vez que resaltó el impacto que Madonna tuvo en la generación más joven de artistas, bailarines y fanáticos. El 22 de junio de 2013, antes del lanzamiento del material, el canal estadounidense Epix transmitió un especial televisivo titulado Madonna: The MDNA Tour, cuyo estreno tuvo lugar en The Paris Theater, en la ciudad de Nueva York, cuatro días antes.
En términos generales, el álbum obtuvo reseñas variadas de los críticos y periodistas musicales; las mismas se centraron en aspectos como el carácter técnico, los elementos visuales, el repertorio, el montaje y la voz de Madonna. Tras su publicación, los seguidores de la cantante reportaron por medio de Internet fallos «defectuosos» en el sonido y en la calidad visual de las ediciones en DVD y Blu-ray. Por tal motivo, Interscope anunció en un comunicado que retiraría de las tiendas de Estados Unidos todos los discos Blu-ray que se habían publicado en ese país debido a este «error de fabricación».
Desde el punto de vista comercial, ingresó tanto a las listas de álbumes como a las de DVD. En el primer caso, ocupó el primer puesto en Hungría y estuvo entre los diez primeros en Croacia, España, Francia, Israel, Italia, República Checa y Rusia, aunque no logró buenos resultados en Estados Unidos y el Reino Unido en comparación con los anteriores álbumes en vivo de Madonna. No obstante, la versión en vídeo obtuvo mayor éxito y se ubicó en la primera posición en la mayoría de los conteos, entre ellos el Top Music Videos de Billboard, de manera tal que se convirtió en el sexto número uno consecutivo y el décimo en general de Madonna. Sumado a ello, recibió tres discos de platino en Brasil, uno en Canadá y Portugal y uno de oro en Polonia.

## Antecedentes y gira

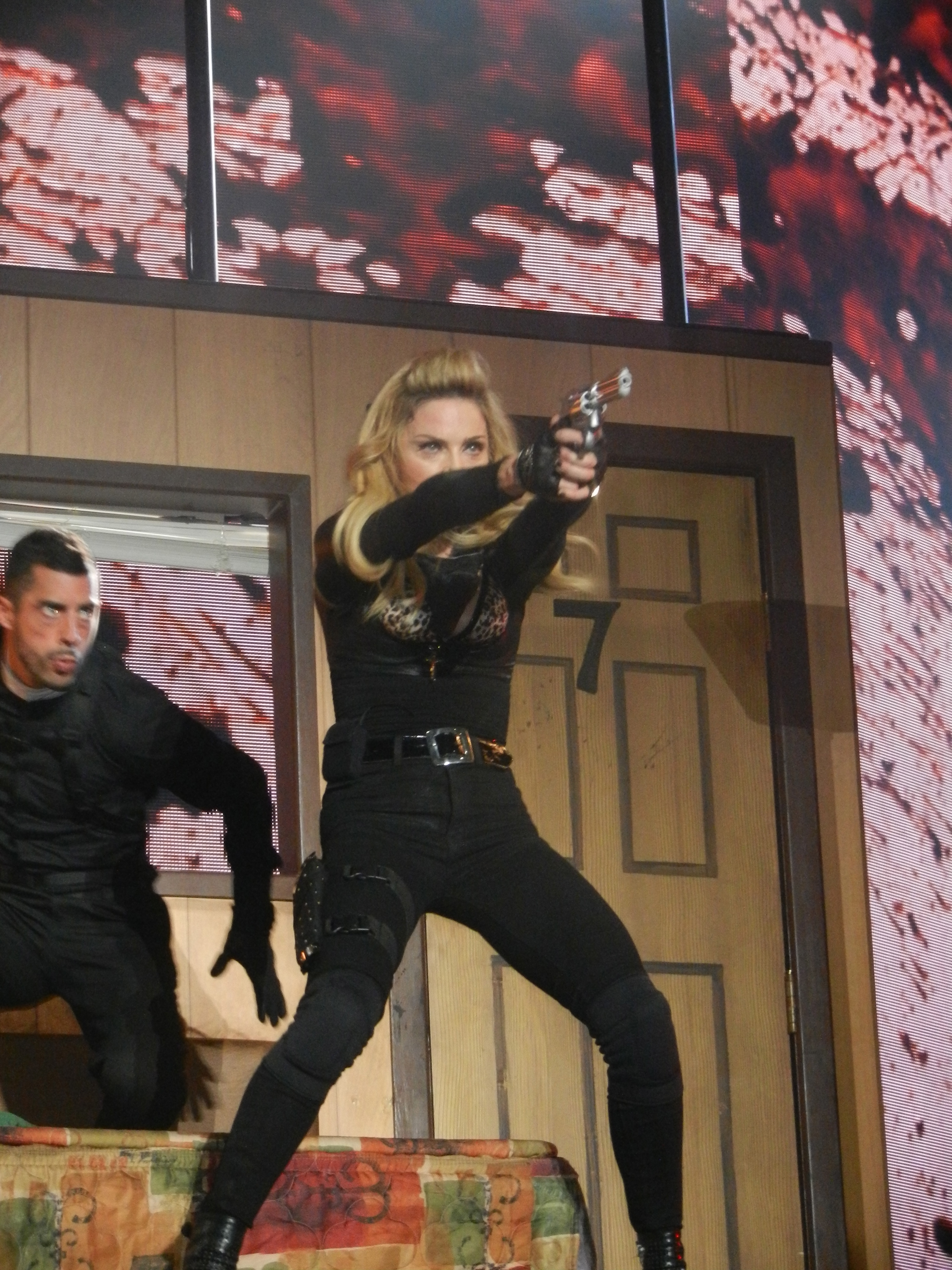
Madonna en uno de los conciertos del MDNA Tour, gira que promocionó su duodécimo álbum de estudio, MDNA.

El 26 de marzo de 2012, la compañía Interscope Records publicó mundialmente MDNA, el duodécimo álbum de estudio de Madonna. Para la producción y desarrollo, la cantante trabajó con los hermanos Alle y Benny Benassi, William Orbit y Martin Solveig, entre otros, y colaboró con las raperas Nicki Minaj y M.I.A. Es un disco de género pop con influencias del dance pop, la electrónica y el dubstep, y las letras exploran temas como el amor y el enamoramiento, así como la venganza y la separación. En general, los críticos otorgaron opiniones favorables al álbum; en el sitio web Metacritic obtuvo 64 puntos de aprobación, basado en 34 reseñas. Luego de su lanzamiento, llegó al primer puesto en numerosos países, entre ellos Estados Unidos y el Reino Unido; en este último se convirtió en su 12.º número uno, por lo que en ese entonces estableció el récord del artista solista con más álbumes en el primer puesto de la lista UK Albums Chart. «Give Me All Your Luvin'», «Girl Gone Wild» y «Turn Up the Radio» fueron los tres sencillos que se pusieron a la venta como parte de la promoción de MDNA, y todos ellos llegaron al primer puesto en Dance Club Songs de Billboard. Con ello, Madonna extendió su récord como la artista con la mayor cantidad de números uno en dicha lista, con 43.
Para continuar con la promoción, Madonna se embarcó en el MDNA Tour, su novena gira musical, la cual recorrió América, Europa y Oriente Medio y se presentó por primera vez en Emiratos Árabes Unidos y Colombia. La describió como «un viaje de la oscuridad a la luz» y el espectáculo se dividió en cuatro segmentos: «Transgresión», cuyo tema principal eran las armas y la violencia; «Profecía», donde se presentó una mezcla de canciones más alegres; «Masculino/Femenino», una combinación de sensualidad y moda en un estilo cabaré francés; y «Redención», descrito como «una gran celebración». La gira contó con la apreciación de la crítica, que la calificó como «inolvidable» y «sin precedentes» y alabó la feminidad y elegancia de la artista, entre otras reseñas. Sin embargo, algunos temas como la violencia y el uso de armas de fuego, el apoyo al movimiento LGBT en Rusia, la desnudez o la política causaron controversias en varios países. Pese a aquello, logró un éxito comercial: los boletos se vendieron en las 88 fechas programadas y, al finalizar, se convirtió en la más taquillera de 2012, con una recaudación de 305 millones USD y más de 2,2 millones de entradas vendidas. Aunado a ello, pasó a ser la décima gira con mayor recaudación en la historia y la segunda por una artista femenina, detrás del Sticky & Sweet Tour (2008-09), también de Madonna.

## Desarrollo
En un principio, la filmación de la gira estaba planeada para los conciertos en Colombia, pero finalmente no se llevó a cabo debido a un conflicto con la agenda de los directores. En su lugar, Madonna anunció en su página oficial que los espectáculos del 19 y 20 de noviembre de 2012, realizados en el American Airlines Arena de la ciudad de Miami, serían filmados para su posterior lanzamiento en DVD y Blu-ray. El vídeo fue producido por la artista y la dirección estuvo a cargo de Danny B. Tull y Stephane Sennour, quienes ya habían trabajado en el concierto especial MDNA: Live à l'Olympia y en el documental corto Inside the DNA of MDNA. Según Jeff Labrecque, de Entertainment Weekly, MDNA World Tour resaltó el impacto que Madonna tuvo en la generación más joven de artistas, bailarines y fanáticos en general que «se niegan a adaptarse en nombre de la conformidad».
La cantante pasó seis meses editando las imágenes del concierto y, junto con Tull y Sennour, desarrolló cada una de las presentaciones de las canciones como una mini película. En este sentido, Tull comentó: «En un minuto estás en una película de acción y al siguiente en un musical de la edad de oro. [...] Es mejor que cualquier película en IMAX 3D y [va] a un ritmo vertiginoso que haría que cualquier olímpico le costara respirar». Si bien fue filmado en Miami, el vídeo también incluyó imágenes de otros conciertos. Para ello, el director aprovechó los mejores momentos de los 88 espectáculos, con el objetivo de crear un documental cohesivo, y recordó que había muchas imágenes disponibles de la gira y que debían encontrar la «toma perfecta» para Madonna. Como ejemplo, citó la interpretación de «Like a Prayer», que tuvo montajes de 50 ciudades solo en esa canción. Concluyó: «Realmente fue intenso. Creo que un día bajé la vista y dije: "Oh, se me van a caer los dedos". Pero valió la pena». En mayo de 2013, durante los Billboard Music Awards, la cantante confirmó que el proceso de edición del DVD había finalizado.

## Estreno y publicación

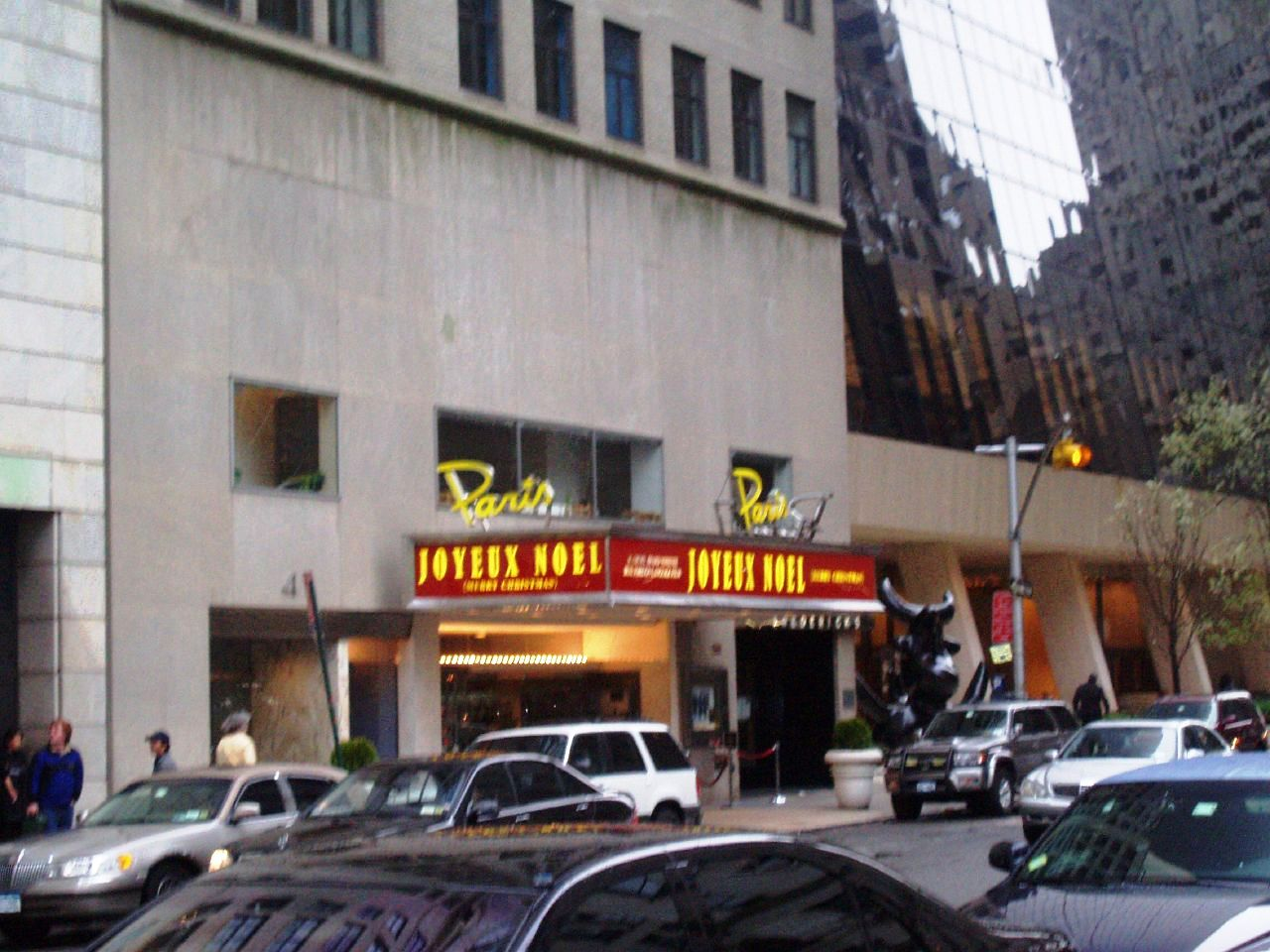
El estreno del documental tuvo lugar en The Paris Theater, en la ciudad de Nueva York.

En la misma entrega de los premios Billboard, se mostró un avance del DVD antes de que Madonna recibiera el premio a mejor artista en gira. En junio se publicaron otros dos anticipos: en el primero se veía a la artista interpretando «Give Me All Your Luvin'» (2012), el primer sencillo de MDNA, y el segundo mostraba a los bailarines audicionando y a Madonna cantando una versión acústica de «Don't Tell Me» (2001). Como parte de la promoción, el 4 de septiembre la cantante subió a su cuenta de YouTube la presentación completa de «Vogue» (1990) durante el concierto.
El 22 de junio de 2013, Epix transmitió un especial televisivo del concierto titulado Madonna: The MDNA Tour. El programa se estrenó a las 8 p. m. (ET) tanto por cable como en línea, en el sitio EpixHD.com y en las aplicaciones de Epix. Cuatro días antes, el especial se proyectó en The Paris Theater, en la ciudad de Nueva York. Madonna asistió al evento junto con sus hijos y los bailarines de la gira y se realizó una conferencia de prensa con los medios y los fanáticos. Además, se lanzó un concurso solo para residentes estadounidenses, quienes tenían la oportunidad de ganar dos invitaciones para el evento especial. La intérprete acudió con un esmoquin negro y una galera como homenaje al atuendo similar que usó la actriz alemana Marlene Dietrich en la película Marruecos, de 1930. Cuando finalizó la proyección, hubo una sesión de preguntas y respuestas y se mostró un avance del cortometraje secretprojectrevolution, dirigido por la cantante y el fotógrafo Steven Klein.
A principios de ese mismo mes se anunció que MDNA World Tour sería publicado en el mundo el 26 de agosto de 2013, y al día siguiente en Estados Unidos. Sin embargo, la fecha se cambió y el álbum salió a la venta oficialmente el 6 de septiembre en Australia y en la mayoría de los países europeos, el 9 en el Reino Unido y el 10 en Estados Unidos y Canadá, a través de la compañía Interscope y bajo la distribución de Live Nation. Además del DVD y el Blu-ray, también estuvo disponible de manera digital, en un CD doble y en una edición de lujo que incluía los dos discos y el DVD. En este último formato se agregó material extra con imágenes del detrás de escenas de la gira.

## Recepción crítica
En términos generales, MDNA World Tour obtuvo reseñas variadas de los periodistas musicales; las mismas se centraron en aspectos como el carácter técnico, los elementos visuales, el repertorio, el montaje y la voz de Madonna. En una opinión favorable, Arnold Wayne Jones del Dallas Voice le otorgó cuatro estrellas de cinco y señaló que la artista continúa siendo «tan provocativa y emocionante como siempre» y que el material «tiene toda la majestuosidad y el erotismo fetichista de la Chica Material, fusionado con muchas imágenes violentas e inquietantes y un enorme catálogo de canciones». De manera similar, el equipo de redacción de La Voz del Interior comentó que en el vídeo «tenemos a la diva sudando la gota gorda, poniendo todo en complejos cuadros de bailes y acrobacias, y más provocadora e iconoclasta que nunca». Si bien observó que los temas de MDNA quizá no hayan sido tan relevantes como los clásicos de la cantante, remarcó que sus respectivas actuaciones «redundaron en cuadros espeluznantes o divertidos, según el caso, aunque siempre entretenidos». Un editor de The Advocate elogió la entrega «evidente» de Madonna a sus admiradores y reconoció que este lanzamiento «confirma que su reinado musical continúa». Pip Ellwood-Hughes, de Entertainment Focus, lo calificó como uno de los mejores espectáculos de la artista y observó que hace un «uso perfecto» de los bailarines, las pantallas de fondo y el escenario. Concluyó: «Madonna es tan relevante hoy como intérprete como lo fue siempre. Ahora está más a gusto en el escenario y sus conciertos siempre suben la apuesta con cada gira. MDNA World Tour es uno de los más espectaculares hasta la fecha y ella sigue actuando con la pasión y energía que siempre ha tenido». Patrick Samuel, de la revista británica Static Mass Emporium, recalcó que su energía continúa siendo «contagiosa y no muestra signos de ralentizar pronto, mientras continúa desafiándose a sí misma y a aquellos que la aman y odian por ser simplemente... Madonna».
Otras reseñas pusieron énfasis en las interpretaciones de las canciones, así como también en el repertorio. Sebas E. Alonso, de Jenesaispop, elogió las presentaciones de «Girl Gone Wild», «Gang Bang» y «Give Me All Your Luvin'» y calificó al DVD con 7,6 puntos de 10. Para Patrick Samuel de Static Mass Emporium, «Give Me All Your Luvin'» y «Open Your Heart» fueron los momentos más memorables del concierto, mientras que Ellwood-Hughes de Entertainment Focus citó a «Human Nature» y «Like a Prayer» como lo más destacado del material. Por su parte, Stephen Thomas Erlewine de Allmusic le dio tres estrellas de cinco y dijo que «hay momentos musicales inesperados que hacen que valga la pena escuchar MDNA World Tour», entre ellos «Like a Virgin» y «Like a Prayer», como también se percibe un «entusiasmo general» por las canciones del álbum MDNA. A pesar de ello, creyó que la versión en CD era innecesaria ya que sería una «experiencia mejor» con su vídeo. En una opinión variada, Chuck Campbell, de The Republic, resaltó las actuaciones de «Express Yourself», «Like a Prayer» y «Turn Up the Radio», esta última como el momento «más genuino» del espectáculo, pero admitió que «Vogue» sonaba «básicamente desgastada» y «Hung Up» «decepcionantemente superficial». Además, notó que la cantante «estaba demasiado apegada a sus canciones más recientes» que a sus clásicos, y criticó los «excesivos arreglos en canciones intrascendentes, desde "Revolver" al principio, editado molestamente con vocoder, hasta el desechable "Celebration" al final, lo que hará que los oyentes se pregunten por qué tantos éxitos importantes apenas han sido reconocidos». Aun así, lo calificó con tres estrellas y media de cinco y añadió que «una mujer ambiciosa como Madonna no permitirá que se convierta en una artista de nostalgia. Lo deja claro cada vez que sale de gira: está viviendo el momento».
En lo que respecta al montaje, Arnold Wayne Jones del Dallas Voice expresó que, en lugar de que el DVD tuviera primeros planos prolongados o que permitiera que la acción se desarrollara «delante de nuestros ojos», Tull parecía más preocupado por la edición rápida o por los efectos llamativos. Alonso, de Jenesaispop, le pareció «insoportable» y «lleno de fotografías que deberían haberse guardado para el libreto». Asimismo, declaró que «no saca[ba] todo el partido a una gira que ha recibido las mejores críticas de la carrera de Madonna», debido a las «ralentizaciones innesarias» y las «sucesiones de planos demasiado vertiginosas». La opinión de Kevin Taft, para el sitio web Edge on the Net, hizo hincapié en el sonido de la edición Blu-ray y en general fue negativa. Escribió que «durante los seis meses que Madge tardó en editar su concierto, [...] uno desearía que ella tuviese su voz para que coincida con sus labios». Sobre esto, el editor señaló que su voz se alteró y se mezcló tanto que sonaba incorpórea y no coincidía con los movimientos de sus labios, sumado a que el sonido «desigual» y sobreeditado impidió que el espectador se enfocara en la «gran coreografía y la puesta en escena». Taft se mostró sorprendido de que el CD también incluyera canciones «mal mezcladas» y remarcó que tampoco ayudó que la pista de fondo fuese «tan baja», pues daba la sensación de que la intérprete «sonaba como si estuviera en un escenario de cabaré con una banda de cinco músicos». A pesar de las críticas, elogió el concierto en su totalidad y el «deslumbramiento técnico».

## Problemas de masterización
Pocos días después del lanzamiento de MDNA World Tour, los seguidores de Madonna reportaron por medio de Internet fallos «defectuosos» en el sonido y en la calidad visual de las ediciones en DVD y Blu-ray, especialmente en Estados Unidos. En un chat en línea con el sitio web Reddit, la cantante declaró que estaba «absolutamente horrorizada» por los fallos y que Interscope lo estaba solucionando. Concluyó: «Pasé seis meses editando y haciendo la mezcla de sonido para el DVD, lo último que quiero oír es que los admiradores no están recibiendo los frutos de mi trabajo». El 23 de septiembre de 2013, Interscope anunció en un comunicado en su cuenta oficial de Facebook que retiraría de las tiendas de Estados Unidos todos los discos Blu-ray que se habían publicado en aquel país; la discográfica explicó que un «error de fabricación» comprometió el audio 5.1 de los discos. Para aquellos que también experimentaron el mismo problema en otros países, el anuncio también agregó lo siguiente:
Interscope Records desea informar a los consumidores del disco Blu-ray MDNA World Tour de Madonna que el concierto se verá en su calidad más óptima al ajustar correctamente la configuración de su televisor en el modo «Normal/Película» en lugar del modo «Dinámico/Mejorado». Los reproductores de Blu-ray más antiguos o aquellos que no tengan una actualización de firmware pueden experimentar problemas técnicos al navegar por el menú de Blu-ray. Siga las instrucciones del fabricante para actualizar el firmware. [...] Ningún otro mercado se verá afectado. Pedimos disculpas por este inconveniente.

## Recepción comercial

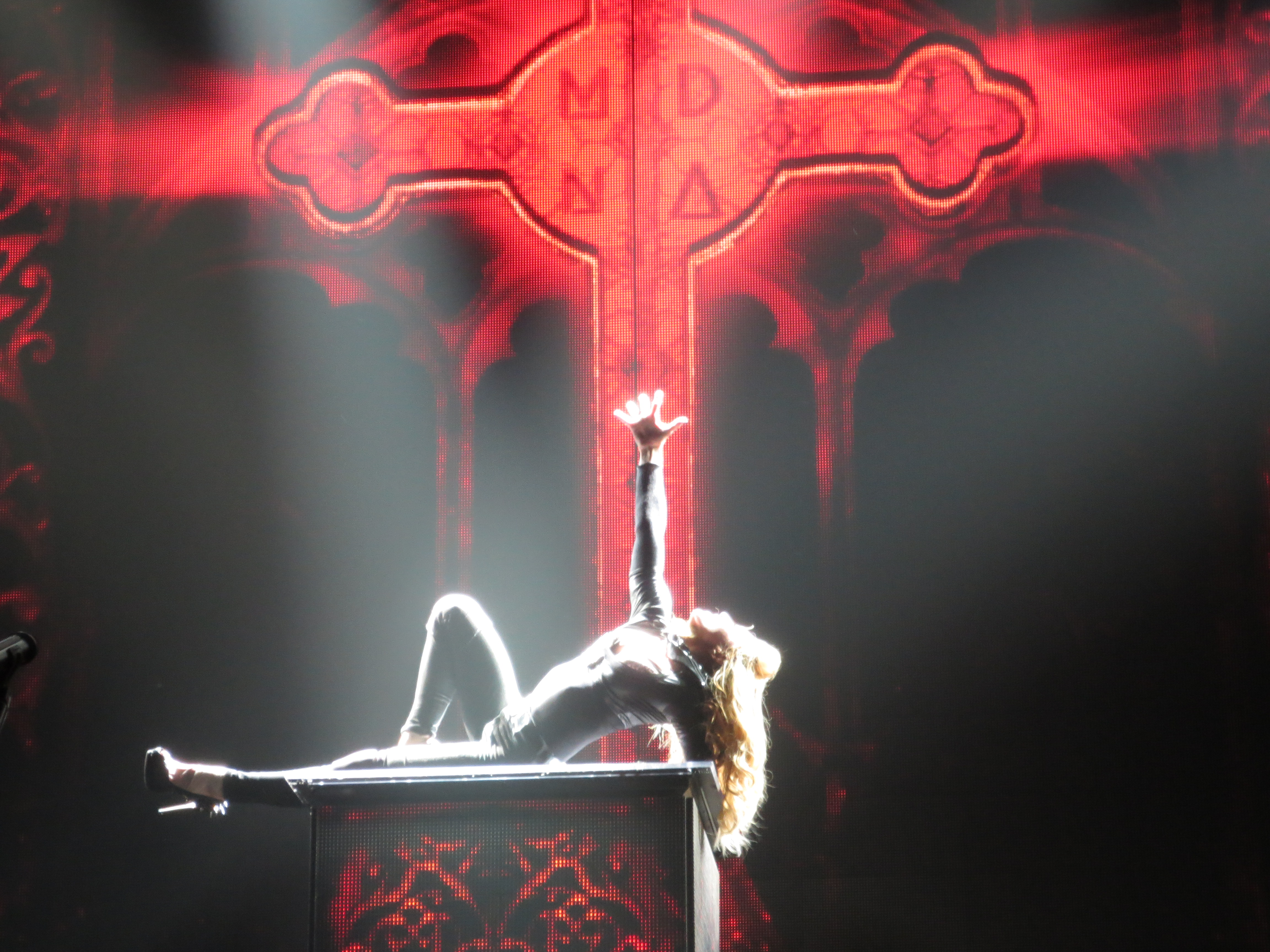
Madonna durante la presentación de «I Don't Give A» en el MDNA Tour (2012).

MDNA World Tour ingresó tanto a las listas de álbumes como a las de DVD. En Estados Unidos no logró estar dentro del top 40 del Billboard 200, a diferencia de sus anteriores álbumes en vivo, e ingresó en el puesto número 90 el 20 de septiembre de 2013, con 4000 copias vendidas en sus primeros siete días, por lo que fue su 26.ª entrada en la lista. Sin embargo, la versión en DVD y Blu-ray debutó en la cima del conteo Top Music Videos con 11 000 unidades, de manera tal que se convirtió en su sexto número uno consecutivo y el décimo en general. Fue precedido por Madonna (cuatro semanas en el primer lugar en 1985), Madonna Live: The Virgin Tour (diez semanas en 1986), Ciao Italia: Live from Italy (ocho semanas en 1988), The Immaculate Collection (cuatro semanas en 1991), Drowned World Tour 2001 (una semana en 2001), I'm Going to Tell You a Secret (dos semanas en 2006), The Confessions Tour (dos semanas en 2007), Celebration: The Video Collection (una semana en 2009) y Sticky & Sweet Tour (una semana en 2010). El periodista Keith Caulfield señaló que el debut en el Billboard 200 fue considerablemente menor en comparación con el anterior álbum Sticky & Sweet Tour, que ingresó en la décima posición con 25 000 copias y en la primera del Top Music Videos con 5000. Supuso que la única disponibilidad de MDNA World Tour como un álbum digital y CD, por encargo de Amazon, obstaculizó su recepción comercial en el conteo, y de haberse publicado en los formatos musicales tradicionales, es decir, en CD y CD/DVD o un combo de CD y Blu-ray, las ventas habrían aumentado. La semana siguiente, permaneció en el primer lugar de Top Music Videos, con 3000 copias adicionales; para fin de año, ocupó el vigésimo noveno puesto de la lista anual.
Paul Williams, de la revista Music Week, predijo que la versión del álbum se ubicaría en el puesto 37 de la lista británica UK Albums Chart. Finalmente debutó en el 55 con 1759 copias en su primera semana, mientras que el DVD llegó a lo más alto con 5599. Fue su primer álbum en vivo en no ingresar a los veinte primeros del UK Albums Chart, luego de que I'm Going to Tell You a Secret (2006) llegara al puesto dieciocho con 14 449 copias, The Confessions Tour (2007) al siete con 22 227 y Sticky & Sweet Tour (2010) al diecisiete con 12 405. Para septiembre de 2017, ya había vendido 23 220 unidades en el país. El álbum obtuvo mejores resultados en Hungría, donde llegó a lo más alto, y estuvo entre las diez posiciones principales en Croacia, España, Francia, Israel, Italia, República Checa y Rusia. Por su parte, en los rankings de DVD, MDNA World Tour llegó a la cima en diecisiete mercados musicales, mientras que en Taiwán, Irlanda y Japón se ubicó en los puestos dos, tres y cuarenta y cuatro, respectivamente. En lo que respecta a certificaciones, el DVD recibió un disco de oro en Polonia, uno de platino en Canadá y Portugal y tres de platino en Brasil; en el tercer país mencionado, la Associação Fonográfica Portuguesa (AFP) también certificó al CD con un disco de oro.

## Lista de canciones
| MDNA World Tour – Edición CD (disco 1) |                                  | | |          |  |
| N.º                                    | Título                           | Escritor(es) | Nota(s) | Duración |  |
| 1.                                     | «Virgin Mary (Intro)»            | | Contiene elementos de «Psalm 91» y «Birjina Gaztetto Bat Zegoen», con arreglos e interpretación de Kalakan Trio | 5:46     |  |
| 2.                                     | «Girl Gone Wild»                 | Madonna Jenson Vaughan Alessandro Benassi Benny Benassi                                                                         | Contiene elementos de «Material Girl» y «Give It 2 Me»                                                          | 3:57     |  |
| 3.                                     | «Revolver»                       | Madonna Dwayne Carter Justin Franks Carlos Battery Steven Battery Brandon Kitchen                                               | | 3:52     |  |
| 4.                                     | «Gang Bang»                      | Madonna William Orbit Priscilla Hamilton Keith Harris Jean-Baptiste Kouame Michael Penniman Demacio Castellon Stephen Kozmeniuk | | 5:54     |  |
| 5.                                     | «Papa Don't Preach»              | Brian Elliott Madonna [ nota 2 ]                                                                                                | | 1:50     |  |
| 6.                                     | «Hung Up»                        | Madonna Stuart Price Benny Andersson Bjoern Ulvaeus                                                                             | Contiene elementos de «Girl Gone Wild»                                                                          | 3:47     |  |
| 7.                                     | «I Don't Give A»                 | Madonna Martin Solveig Onika Maraj Julien Jabre                                                                                 | | 5:27     |  |
| 8.                                     | «Best Friend (vídeo interludio)» | Madonna A. Benassi M. Benassi                                                                                                   | Contiene elementos de «Heartbeat»                                                                               | 3:19     |  |
| 9.                                     | «Express Yourself»               | Madonna Stephen Bray | Contiene elementos de «She's Not Me»                                                                            | 4:06     |  |
| 10.                                    | «Give Me All Your Luvin'»        | Madonna Martin Solveig Maraj Maya Arulpragasam Michael Tordjman                                                                 | | 4:11     |  |
| 11.                                    | «Turn Up the Radio»              | Madonna Martin Solveig Tordjman Jade Williams                                                                                   | | 3:58     |  |
| 12.                                    | «Open Your Heart»                | Madonna Gardner Cole Peter Rafelson                                                                                             | Incluye «Sagarra Jo», con arreglos e interpretación de Kalakan Trio                                             | 8:51     |  |
| 13.                                    | «Masterpiece»                    | Madonna Julie Frost Jimmy Harry                                                                                                 | | 4:32     |  |
| 59:30                                  |                                  | | |          |  |

| MDNA World Tour – Edición CD (disco 2) |                                      |                                                                        |                                                                                     |          |  |
| N.º                                    | Título                               | Escritor(es)                                                           | Nota(s)                                                                             | Duración |  |
| 1.                                     | «Justify My Love (vídeo interludio)» | Lenny Kravitz Ingrid Chavez Madonna [ nota 2 ]                         |                                                                                     | 3:34     |  |
| 2.                                     | «Vogue»                              | Madonna Shep Pettibone                                                 |                                                                                     | 4:08     |  |
| 3.                                     | «Erotic Candy Shop»                  | Madonna Pharrell Williams Michael Kelly                                | Contiene elementos de «Candy Shop», «Ashamed of Myself» y «Erotica»                 | 4:40     |  |
| 4.                                     | «Human Nature»                       | Madonna Dave Hall Kevin McKenzie Shawn McKenzie Michael Deering        |                                                                                     | 4:08     |  |
| 5.                                     | «Like a Virgin Waltz»                | Tom Kelly Billy Steinberg Abel Korzeniowski                            | Contiene elementos de «Like a Virgin» y «Evgeni's Waltz»                            | 5:15     |  |
| 6.                                     | «Love Spent»                         | Madonna Orbit Ryan Buendia Kouame Hamilton Alain Whyte Michael McHenry |                                                                                     | 4:47     |  |
| 7.                                     | «Nobody Knows Me (vídeo interludio)» | Madonna Mirwais Ahmadzaï                                               |                                                                                     | 3:36     |  |
| 8.                                     | «I'm Addicted»                       | Madonna A. Benassi M. Benassi                                          |                                                                                     | 4:42     |  |
| 9.                                     | «I'm a Sinner»                       | Madonna Orbit Kouame                                                   | Contiene elementos de «Cyberraga»                                                   | 6:45     |  |
| 10.                                    | «Like a Prayer»                      | Madonna Patrick Leonard                                                | Incluye «De Treville-n Azken Hitzak», con arreglos e interpretación de Kalakan Trio | 6:10     |  |
| 11.                                    | «Celebration»                        | Madonna Paul Oakenfold Ian Green Ciaran Gribbin                        | Contiene elementos de «Girl Gone Wild» and «Give It 2 Me»                           | 7:24     |  |
| 55:09                                  |                                      |                                                                        |                                                                                     |          |  |

| MDNA World Tour — Edición DVD / Blu-ray |                                      | | |          |  |
| N.º                                     | Título                               | Escritor(es) | Nota(s) | Duración |  |
| 1.                                      | «Virgin Mary (Intro)»                | | Contiene elementos de «Psalm 91» y «Birjina Gaztetto Bat Zegoen», con arreglos e interpretación de Kalakan Trio | 5:46     |  |
| 2.                                      | «Girl Gone Wild»                     | Madonna Jenson Vaughan Alessandro Benassi Benny Benassi                                                                         | Contiene elementos de «Material Girl» y «Give It 2 Me»                                                          | 3:57     |  |
| 3.                                      | «Revolver»                           | Madonna Dwayne Carter Justin Franks Carlos Battery Steven Battery Brandon Kitchen                                               | | 3:52     |  |
| 4.                                      | «Gang Bang»                          | Madonna William Orbit Priscilla Hamilton Keith Harris Jean-Baptiste Kouame Michael Penniman Demacio Castellon Stephen Kozmeniuk | | 5:54     |  |
| 5.                                      | «Papa Don't Preach»                  | Brian Elliott Madonna [ nota 2 ]                                                                                                | | 1:50     |  |
| 6.                                      | «Hung Up»                            | Madonna Stuart Price Benny Andersson Bjoern Ulvaeus                                                                             | Contiene elementos de «Girl Gone Wild»                                                                          | 3:47     |  |
| 7.                                      | «I Don't Give A»                     | Madonna Martin Solveig Onika Maraj Julien Jabre                                                                                 | | 5:27     |  |
| 8.                                      | «Best Friend (vídeo interludio)»     | Madonna A. Benassi M. Benassi                                                                                                   | Contiene elementos de «Heartbeat»                                                                               | 3:19     |  |
| 9.                                      | «Express Yourself»                   | Madonna Stephen Bray | Contiene elementos de «She's Not Me»                                                                            | 4:06     |  |
| 10.                                     | «Give Me All Your Luvin'»            | Madonna Martin Solveig Maraj Maya Arulpragasam Michael Tordjman                                                                 | | 4:11     |  |
| 11.                                     | «Turn Up the Radio»                  | Madonna Martin Solveig Tordjman Jade Williams                                                                                   | | 3:58     |  |
| 12.                                     | «Open Your Heart»                    | Madonna Gardner Cole Peter Rafelson                                                                                             | Incluye «Sagarra Jo», con arreglos e interpretación de Kalakan Trio                                             | 8:51     |  |
| 13.                                     | «Masterpiece»                        | Madonna Julie Frost Jimmy Harry                                                                                                 | | 4:32     |  |
| 14.                                     | «Justify My Love (vídeo interludio)» | Lenny Kravitz Ingrid Chavez Madonna [ nota 2 ]                                                                                  | | 3:34     |  |
| 15.                                     | «Vogue»                              | Madonna Shep Pettibone | | 4:08     |  |
| 16.                                     | «Erotic Candy Shop»                  | Madonna Pharrell Williams Michael Kelly                                                                                         | Contiene elementos de «Candy Shop», «Ashamed of Myself» y «Erotica»                                             | 4:40     |  |
| 17.                                     | «Human Nature»                       | Madonna Dave Hall Kevin McKenzie Shawn McKenzie Michael Deering                                                                 | | 4:08     |  |
| 18.                                     | «Like a Virgin Waltz»                | Tom Kelly Billy Steinberg Abel Korzeniowski                                                                                     | Contiene elementos de «Like a Virgin» y «Evgeni's Waltz»                                                        | 5:15     |  |
| 19.                                     | «Love Spent»                         | Madonna Orbit Ryan Buendia Kouame Hamilton Alain Whyte Michael McHenry                                                          | | 4:47     |  |
| 20.                                     | «Nobody Knows Me (vídeo interludio)» | Madonna Mirwais Ahmadzaï | | 3:36     |  |
| 21.                                     | «I'm Addicted»                       | Madonna A. Benassi M. Benassi                                                                                                   | | 4:42     |  |
| 22.                                     | «I'm a Sinner»                       | Madonna Orbit Kouame | Contiene elementos de «Cyberraga»                                                                               | 6:45     |  |
| 23.                                     | «Like a Prayer»                      | Madonna Patrick Leonard | Incluye «De Treville-n Azken Hitzak», con arreglos e interpretación de Kalakan Trio                             | 6:10     |  |
| 24.                                     | «Celebration»                        | Madonna Paul Oakenfold Ian Green Ciaran Gribbin                                                                                 | Contiene elementos de «Girl Gone Wild» and «Give It 2 Me»                                                       | 7:24     |  |
| 25.                                     | «Workshop»                           | | | 19:06    |  |
| 133:45                                  |                                      | | |          |  |

Notas
- Lista de canciones adaptada de Allmusic y de las notas de MDNA World Tour.[37][73]
- «Express Yourself» también contiene un sample de la canción «Born This Way», de Lady Gaga, pero no está acreditado en las notas del álbum.[73][74]

## Posicionamiento en listas
| País (Lista 2013)                     | Mejor posición |
| ------------------------------------- | -------------- |
| Bélgica Flandes (Ultratop)            | 116            |
| Bélgica Valonia (Ultratop)            | 24             |
| Corea del Sur (Gaon Chart)            | 39             |
| Croacia (HDU Top Lista)               | 5              |
| España (PROMUSICAE)                   | 4              |
| Estados Unidos (Billboard 200)        | 90             |
| Francia (SNEP)                        | 6              |
| Grecia (IFPI Top 75 Albums)           | 19             |
| Hungría (Mahasz)                      | 1              |
| Irlanda (IRMA)                        | 66             |
| Israel (Media Forest)                 | 4              |
| Italia (FIMI)                         | 2              |
| Países Bajos (Album Top 100)          | 50             |
| Polonia (ZPAV)                        | 11             |
| Portugal (AFP)                        | 18             |
| Reino Unido (UK Albums Chart)         | 55             |
| República Checa (IFPI Albums Top 100) | 4              |
| Rusia (Lenta)                         | 4              |

| País (Lista 2013)          | Posición |
| -------------------------- | -------- |
| Corea del Sur (Gaon Chart) | 61       |

| País (Lista 2013)                       | Mejor posición |
| --------------------------------------- | -------------- |
| Australia (ARIA Top 40 Music DVD)       | 1              |
| Austria (Musik-DVD Top 10)              | 1              |
| Bélgica Flandes (Ultratop Muziek-DVD)   | 1              |
| Bélgica Valonia (Ultratop DVD Musicaux) | 1              |
| Brasil (Pro-Música Brasil)              | 1              |
| Dinamarca (Musik Video Top-10)          | 1              |
| España (Top 20 DVD Musical)             | 1              |
| Estados Unidos (Top Music Videos)       | 1              |
| Finlandia (Musiikki DVD)                | 1              |
| Francia (SNEP DVD Musicaux)             | 1              |
| Irlanda (IRMA Top 10 Music DVD)         | 3              |
| Israel (Media Forest)                   | 1              |
| Italia (FIMI)                           | 1              |
| Japón (Oricon DVD)                      | 15             |
| Países Bajos (DVD Music Top 30)         | 1              |
| Portugal (Top 30 DVD's Musicais)        | 1              |
| Reino Unido (UK Music Video)            | 1              |
| Suecia (Veckolista DVD Album)           | 1              |
| Suiza (Musik-DVD Top 10)                | 1              |
| Taiwán (G-Music Audio/Video)            | 2              |

| País (Lista 2013)                       | Posición |
| --------------------------------------- | -------- |
| Argentina (CAPIF) Edición estándar      | 3        |
| Argentina (CAPIF) Edición de lujo       | 9        |
| Bélgica Flandes (Ultratop Muziek-DVD)   | 11       |
| Bélgica Valonia (Ultratop DVD Musicaux) | 4        |
| Brasil (ABPD DVD)                       | 15       |
| Estados Unidos (Top Music Videos)       | 29       |
| Francia (SNEP DVD)                      | 11       |
| Hungría (Mahasz)                        | 78       |
| Italia (FIMI DVD)                       | 3        |
| País (Lista 2014)                       | Posición |
| Bélgica Flandes (Ultratop Muziek-DVD)   | 41       |
| Bélgica Valonia (Ultratop DVD Musicaux) | 20       |

## Certificaciones
| País (organismo certificador) | Certificación | Unidades certificadas |
| Álbum                         | Álbum         | Álbum                 |
| ----------------------------- | ------------- | --------------------- |
| Portugal (AFP)                | Oro           | 10 000                |
| Reino Unido                   | —             | 23 220                |
| Vídeo                         |               |                       |
| Brasil (Pro-Música Brasil)    | 3× Platino    | 90 000                |
| Canadá (Music Canada)         | Platino       | 10 000                |
| Polonia (ZPAV)                | Oro           | 5000                  |
| Portugal (AFP)                | Platino       | 8000                  |

## Historial de lanzamientos
| Fecha                    | Región         | Formato                     | Ref.                                              |
| ------------------------ | -------------- | --------------------------- | ------------------------------------------------- |
| 6 de septiembre de 2013  | Europa         | 2 CD DVD Blu-ray DVD+2CD DD | [ 60 ] [ 61 ] [ 63 ] [ 75 ] [ 80 ] [ 93 ] [ 105 ] |
| 6 de septiembre de 2013  | Australia      | 2 CD DVD Blu-ray DVD+2CD DD | [ 106 ] [ 107 ] [ 108 ]                           |
| 9 de septiembre de 2013  | Reino Unido    | 2 CD DVD Blu-ray DVD+2CD DD | [ 109 ] [ 110 ] [ 111 ]                           |
| 10 de septiembre de 2013 | Estados Unidos | 2 CD DVD Blu-ray DVD+2CD DD | [ 35 ] [ 112 ]                                    |
| 10 de septiembre de 2013 | Canadá         | 2 CD DVD Blu-ray DVD+2CD DD | [ 113 ] [ 114 ] [ 111 ]                           |
| 2 de octubre de 2013     | Japón          | 2 CD DVD Blu-ray DVD+2CD DD | [ 68 ]                                            |

## Créditos y personal
Principal
- Madonna: producción
- Guy Oseary: producción ejecutiva
- Arthur Fogel: producción ejecutiva
- Sara Zambreno: producción ejecutiva
- Danny B. Tull: dirección, supervisión de edición
- Stéphane Sennour: dirección
- Smasher Desmedt: dirección técnica
- Kevin Antunes: dirección musical, diseño de sonido
- Michel Laprise: dirección de concierto
- Tiffany Olson: dirección asociada
- Anthony Talauega: codirección de concierto
- Richmond Talauega: codirección de concierto
- Arianne Phillips: diseño de vestuario
- Al Gurdon: diseño de iluminación
- Mark Fisher: diseño de escenografía
- Jake Berry: jefe de producción
- Danny O'Bryen: producción de línea
- Jonathan Lia: producción de línea
- Mark Ritchie: dirección de fotografía
- Demo Castellon: diseño de sonido

Banda
- Madonna: voz, guitarra
- Kevin Antunes: teclado, programación
- Monte Pittman: guitarra
- Ric'key Pageot: teclado, piano vertical
- Brian Frasier Moore: batería
- Kiley Dean: coros
- Nicki Richards: coros
- Jason Yang: violín
- Sean Spuehler: ingeniería (mezcla de voz)
- Kalakan Trio: banda de soporte

Créditos adaptados de las notas de MDNA World Tour.